# Папужник мінданайський
Папу́жник мінданайський (Erythrura coloria) — вид горобцеподібних птахів родини астрильдових (Estrildidae). Ендемік Філіппін.

## Опис
Довжина птаха становить 10 см. Забарвлення переважно зелене. Обличчя кобальтово-синє, на скронях і щоках окаймлене червоними плямами. Надхвістя червоне. У самиць сині і червоні плями на голові менш виражені, у молодих птахів вони відсутні. Голова з боків у молодих птахів тьмяно-синьо-зелена, горло коричнювато-оливкове, груди і решта нижньої частини тіла тьмяно-зеленуваті або тьмяно-зеленувато-охристі.

## Поширення і екологія
Міндандайські папужники є ендеміками острова Мінданао на півдні Філіппінського архіпелагу. Вони живуть в підліску вологих гірських тропічних лісів, на узліссях і трав'янистих галявинах, у вторинних заростях, на висоті від 1000 до 2250 м над рівнем моря. Живляться насінням трав'янистих рослин, пагонами, плодами і ягодами, під час сезону розмноження також комахами та їх личинками.
Сезон розмноження триває з вересня по січень. Пара птахів будує кулеподібне гніздо. В кладці 3-4 яйця, інкубаційний період триває 15 днів, насиджують переважно самиці. Пташенята покидають гніздо через 3 тижні після вилуплення, а стають повністю самостійними ще через 2 тижні. Вони набувають дорослого забарвлення у віці 4 місяців.